# Wifi Society
Wifi Society (tiếng Thái: Wifi Society – ไวไฟ โซไซตี้; RTGS: Wifi Society – Wai-fai So-sai-ti) là một bộ phim truyền hình tuyển tập Thái Lan phát sóng năm 2015. Bộ phim được đạo diễn bởi Nuttapong Mongkolsawas và sản xuất bởi GMMTV.
Dựa trên nội dung phổ biến trên Pantip.com, bộ phim được phát sóng vào lúc 10:00 (ICT), Chủ nhật trên One HD và phát lại vào lúc 20:00 (ICT) cùng ngày trên Bang Channel, bắt đầu từ ngày 1 tháng 3 năm 2015. Bộ phim kết thúc vào ngày 27 tháng 9 năm 2015.

## Diễn viên
| - Annop Thongborisut (Por) vai Fluke - Napasasi Surawan (Mind) vai người Fluke thầm thích - Anusorn Maneeted (Yong) vai Tin - Oranicha Krinchai (Proud) vai người Tin thích - Nattharat Kornkaew (Champ) vai Champ - Jiraa Pitakpohntrakul (Guzjung) vai cô gái nghiện game - Sirimat Chuenwittaya vai Jun - Nutnicha Luanganunkun (Dream) vai hàng xóm - Sheranut Yusananda (Namcha) vai Ploy - Daweerit Chullasapya (Pae) vai Ken - Thanaboon Wanlopsirinun (Na) - Sirisilp Chotvijit vai Kris - Pakakanya Charoenyos (Bam) - Peeya Wantayon - Nawat Phumphotingam (White) - Korn Khunatipapisiri (Ouajun) - Nalinthip Phoemphattharasakun vai Oi - Pitisak Yaowananon vai Pum - Rueangrit Siriphanit (Ritz) vai Nine - Alysaya Tsoi (Alice) vai Green - Sumonthip Hsu (Gubgib) vai Nui - Suwikrom Amaranon (Per) vai Ton - Pongphan Petchbuntoon (Louis) vai Nueng - Thanakorn Chinakul (Beau) vai Song - Jumpol Adulkittiporn (Off) vai Sam - Watchara Sukchum (Jennie) vai Kla - Danupan Yatuam - Thanapan Yatuam - Vanyaya Bongkotkan - Guntee Pitithan (CD) vai Wanpiti - Withawin Wiraphong - Chadatan Dankul - Nachjaree Horvejkul (Cherreen) - Chanon Santinatornkul (Non) - Primrata Dejudom (Jaja) - Akarin Akaranitimaytharatt | - Wichayanee Pearklin (Gam) vai Kobua - Sunny Burns - Sarunchana Apisamaimongkol (Aye) vai Fai - Kittisak Patomburana (Jack) vai Pup - Khemmika Layluck vai Ploy - Lapisara Intarasut (Apple) vai Aom - Pumipat Paiboon (Prame) vai Wind - Akeburud Sophon (Suice) vai Jo - Tytan Teepprasan - Krissanapoom Pibulsonggram (JJ) vai Nam - Poramaporn Jangkamol (June) vai mẹ của Nam - Phulita Supinchompoo (Namwhan) vai Pam - Arita Ramnarong (Chacha) - Leo Saussay - Sakuntala Thianphairot (Tornhom) - Chatwalit Siritrap - Thongpoom Siripipat (Big) - Vasana Chalakorn - Oranicha Krinchai (Proud) vai Ing - Pattarapol Kantapoj vai Nut - Linotphita Chindaphu (Ying) vai Nam - Purim Rattanaruangwattana (Pluem) vai James - Passakorn Ponlaboon (Fern) vai Wife - Chattarin Kulkalyadee - Apinya Sakuljaroensuk (Saipan) vai vợ của Yun - Vonthongchai Intarawat (Tol) vai Yun - Mintita Wattanakul (Mint) vai Ung-Ing - Nisachol Siwthaisong (Nest) vai Mint - Nara Thepnupha vai Dee - Jakkarin Phooriphad (Gap) vai Gap |